# غزو سكاربورو وهارتلبول وويتبي
غزو سكاربورو وهارتلبول وويتبي
في 16 ديسمبر 1914، شنت البحرية الإمبراطورية الألمانية هجوماً على عدد من الموانئ التابعة لالبريطانية، شملت سكاربورو، هارتلبول، وست هارتلبول، بالإضافة إلى وويتبي.
وقد أسفر هذا القصف عن سقوط مئات الضحايا من المدنيين، مما أثار موجة من الغضب في أوساط الرأي العام البريطاني ضد البحرية الألمانية، كما وُجهت انتقادات لاذعة إلى البحرية الملكية لفشلها في منع وقوع هذه الغارة.

## خلفية
كان أسطول أعالي البحار الألماني يبحث عن فرص لعزل أقسام صغيرة من الأسطول الكبير للبحرية الملكية لتدمير كل قسم وحده. أسفرت الغارة على يارموث عن نتائج قليلة ولكنها أظهرت إمكانية غارة سريعة على المياه البريطانية. في 16 نوفمبر، أقنع الأدميرال فرانز فون هيبر، قائد سرب طرادات المعارك الألماني، رئيسه الأدميرال فريدريش فون إنجينول، بطلب الإذن من القيصر للقيام بغارة أخرى. أُرسل قارب U-17 لاستكشاف الدفاعات الساحلية بالقرب من سكاربورو وهارتلبول. أبلغ القبطان عن القليل من الدفاع البري، وعدم وجود ألغام في نطاق 12 ميل (10 nmi) للشاطئ وتدفق الشحن المستمر.
كان يعتقد أيضًا أن اثنين من طرادي القتال البريطانيين - وهما السفن السريعة المرسلة أولاً للتحقيق في أي هجوم - قد تم إرسالهما إلى أمريكا الجنوبية وشاركا في معركة جزر فوكلاند. قاد هيبر طرادات المعارك غواصة Seydlitz ، Von der Tann ، Moltke و Derfflinger ، الطراد المدرع غواصة Blücher ، الطرادات الخفيفة غواصة Strassburg و Graudenz و Kolberg و Stralsund و 18 مدمرة. نقلت Ingenohl 85 سفينة من أسطول أعالي البحار إلى موقع شرق بنك Dogger حيث يمكنهم المساعدة، إذا تعرضت سفن Hipper لهجوم من قوات أكبر لكنها كانت لا تزال قريبة من ألمانيا من أجل الأمان، وفقًا لتعليمات Kaiser الدائمة.

### المخابرات البريطانية
كان أسطول أعالي البحار يفوق عددًا من قبل الأسطول الكبير وبحكم الضرورة، تم تجنب حركة الأسطول.  كان على الأسطول الكبير القيام بدوريات مستمرة، في حين أن سفن أسطول أعالي البحار يمكن أن تبقى في الميناء؛ يمكن للبحرية الألمانية أن تختار وقت تركيز سفنها وسوف يتشتت البريطانيون دائمًا. بعد عدة أشهر من إعلان الحرب في أغسطس 1914، وصل ارتداء السفن البريطانية إلى النقطة التي لا يمكن فيها تأجيل الإصلاحات وتم سحب العديد من السفن من الأسطول الكبير. تم إرسال ثلاث طرادات قتالية إلى أمريكا الجنوبية والعلامة التجارية الجديدة أتش أم أس Audacious فائقة المدرعأتش أم أس Audacious فقد لغم. أتش أم أس Thunderer ، وهو مدرع آخر، كان يخضع للإصلاحات.  استخدمت السفن الألمانية ثلاثة رموز رئيسية صدرت لها دفاتر الرموز لسفنها. تم الحصول على نسخ من قبل الوفاق من السفن الغارقة أو المأسورة غير المعروفة للألمان. يمكن لقواطع الشفرات البريطانية في الغرفة 40 في الأميرالية قراءة الرسائل الألمانية في غضون ساعات قليلة من استلامها. تم الحصول على معلومات كافية مساء يوم 14 ديسمبر لمعرفة أن سرب طرادات المعارك الألماني سيغادر الميناء قريبًا، لكنه لم يشر إلى احتمال مشاركة أسطول أعالي البحار بالكامل.

## مقدمة
أمر الأدميرال جون جيليكو، قائد الأسطول الكبير في سكابا فلو، بإرسال سرب الطرادات الأول (نائب الأدميرال ديفيد بيتي)، مع أتش أم أس Lion Queen Mary Tiger New Zealand، جنبًا إلى جنب مع سرب المعركة الثاني (نائب الأدميرال السير جورج واريندر) الذي يتألف من dreadnoughts أتش أم أس King George V ، Ajax ، Centurion ، Orion ، Monarch Conqueror ، مع أول سرب طراد خفيف (العميد البحري ويليام جودينو) يقود أتش أم أس Southampton Birmingham Falmouth Nottingham .  أمر العميد البحري ريجينالد تيرويت في هارويش بالبحر مع طراداته الخفيفة، أتش أم أس Aurora Undaunted و 42 مدمرة. أُمر العميد البحري روجر كيز بإرسال ثماني غواصات ومدمرتي قيادة، أتش أم أس Lurcher و Firedrake ، لإنزال محطة قبالة جزيرة Terschelling ، للقبض على السفن الألمانية إذا ما تحولت غربًا إلى القناة الإنجليزية. احتج جيليكو على أنه على الرغم من أن هذه القوة يجب أن تكون كافية للتعامل مع هيبر، إلا أنها لن تكون قادرة على مضاهاة أسطول أعالي البحار. سرب الطرادات الثالث (الأدميرال ويليام باكينهام) من روزيث، مع الطرادات المدرعة أتش أم أس Devonshireتمت إضافة أتش أم أس Devonshire Antrim Argyll Roxburgh إلى القوة. اختار Jellicoe النقطة لتجميع هذا الأسطول، 25 ميل (22 nmi) جنوب شرق بنك Dogger. كان القصد من ذلك السماح بحدوث الغارة، ثم نصب كمين للسفن الألمانية عند عودتها.

## الغزو

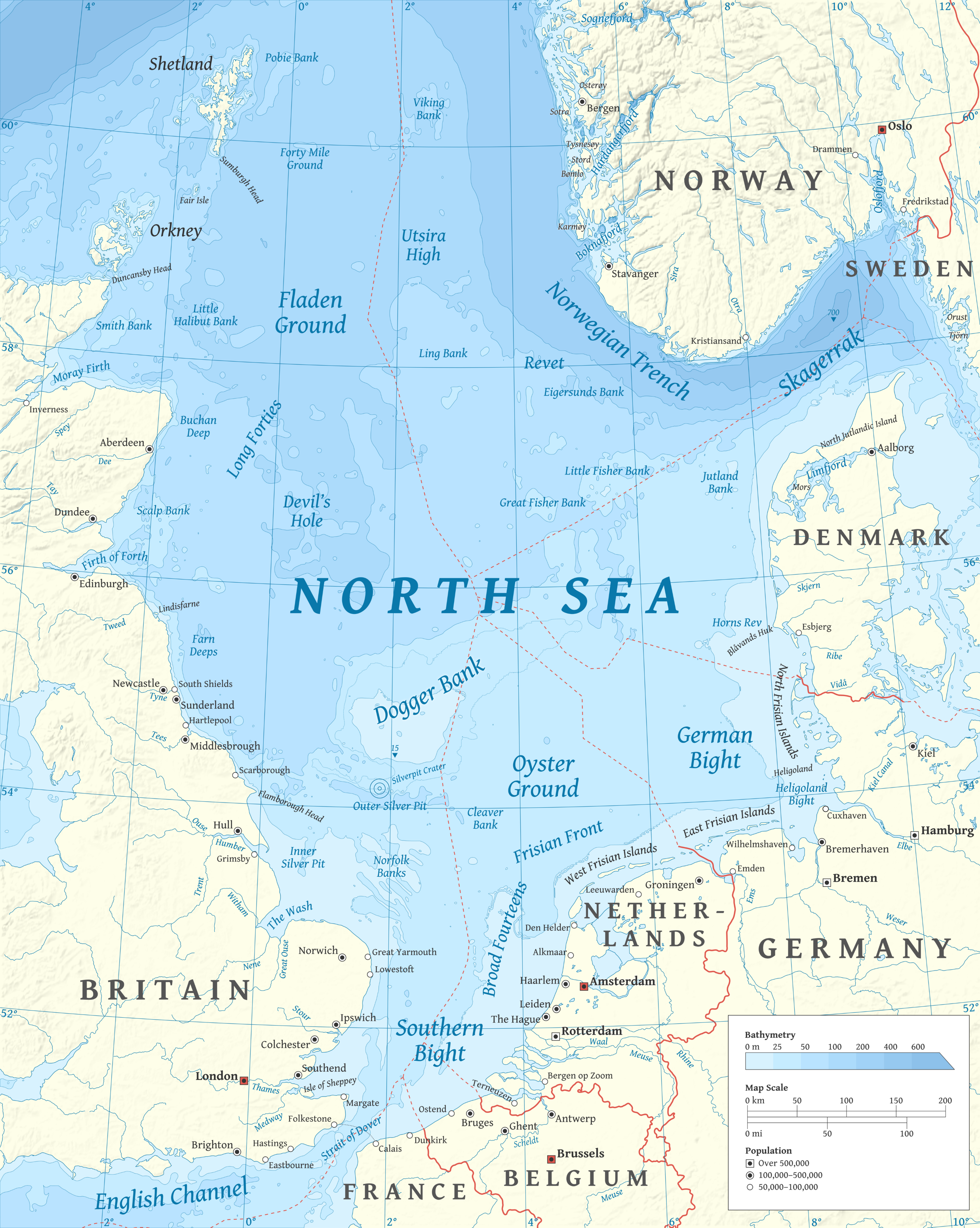

غادر الأدميرال هيبر Jade Bight الساعة 03:00 يوم 15 ديسمبر. خلال الليلة التالية، غواصة S33 ، إحدى المدمرات المرافقة، انفصلت وكسرت الصمت اللاسلكي للمطالبة بالاتجاه. كان هذا ينطوي على المخاطرة بالتخلي عن وجود السفن وأمرت المدمرة بالتزام الصمت. ما زالت مفقودة، وتوجهت إلى المنزل، ولكن في الطريق، شاهدت أربع مدمرات بريطانية أبلغت عنها لاسلكيًا. كما أشار هيبر إلى حركة المرور اللاسلكي من السفن البريطانية التي تسببت في مخاوف من أن البريطانيين قد يكونون على دراية بحدوث شيء ما. وعزا ذلك إلى احتمال تجسس سفن الصيد خلال النهار. كما تسبب الطقس المتدهور في حدوث مشكلات. في الساعة 06:35 يوم 16 ديسمبر، أُمر المدمرات وثلاث طرادات خفيفة بالعودة إلى ألمانيا. بقيت Kolberg ، حيث كان لديها 100 لغم لتضعها. 
انقسمت السفن المتبقية، واتجه سيدليتز وبلشر ومولتك نحو هارتلبول، بينما اقترب ديرفلينجر وفون دير تان وكولبرج من سكاربورو. في الساعة 08:15، بدأ Kolberg في زرع الألغام قبالة Flamborough Head في خط يمتد 10 ميل (8.7 nmi) إلى البحر. في الساعة 08:00، بدأ Derfflinger و Von der Tann بقصف المدينة. وتعرضت قلعة سكاربورو وفندق جراند البارز وثلاث كنائس وممتلكات أخرى مختلفة للقصف. واحتشد المدنيون في محطة السكة الحديد والطرق المؤدية إلى خارج المدينة. في الساعة 09:30، أوقف الطياران إطلاق النار وانتقلا إلى ويتبي القريبة، حيث تم قصف محطة لخفر السواحل، مما أدى إلى إصابة ويتبي أبي ومباني أخرى في المدينة.
كان هارتلبول هدفًا أكثر أهمية من منتجع سكاربورو. كان للميناء أرصفة ومصانع واسعة وتم الدفاع عنه بثلاث مدافع بحرية بحجم 6 بوصات على الواجهة البحرية. كان هناك مسدسان في هيو باتري وواحد في لايتهاوس باتري. كان يدير المدافع 11 ضابطا و 155 رجلا محليا من مدفعية دورهام رويال جاريسون. تم تحذير طواقم السلاح في الساعة 04:30 من احتمال وقوع هجوم وتم إصدار الذخيرة الحية. في الساعة 07:46، تلقوا أنباء تفيد بأن سفنًا كبيرة شوهدت وفي الساعة 08:10، بدأ قصف المدينة. لم يتم توجيه أي تحذير للدوريات البحرية الدائمة في المنطقة وكان سوء الأحوال الجوية قبل الغارة مباشرة يعني أن أربعة مدمرات فقط كانت في دورية، بينما بقيت طرادات خفيفة وغواصة في ميناء هارتلبول. المدمرات أتش أم أس Doon و Test و Waveney و أتش أم أس Moyكانت أتش أم أس Moy في دورية عندما رأى دون ثلاث سفن كبيرة تقترب في الساعة 07:45، والتي فتحت النار بعد فترة وجيزة. كانت الأسلحة الوحيدة التي حملتها المدمرات والقادرة على إتلاف السفن الكبيرة هي طوربيدات. نظرًا لأن السفن كانت خارج نطاق الطوربيد، ابتعدت المدمرات باستثناء Doon ، التي أغلقت إلى 5,000 يارد (2.8 ميل؛ 4.6 كـم) ، أطلقوا طوربيدًا واحدًا أخطأ وابتعد أيضًا. 
ظلت بطاريات الشاطئ مشوشة بشأن اقتراب السفن حتى بدأت القذائف في السقوط. كانت السفن الألمانية على مسافة قصيرة لدرجة أن صمامات القذيفة لم يكن لديها وقت لتثبيتها وفشل الكثير منها في الانفجار أو الارتداد إلى المدينة، لأنهم كانوا يسافرون أفقيًا، بدلاً من الغرق. أطلقت مدفعان من مدافع الشاطئ النار على السفينة الرائدة، بينما أطلقت الثالثة على السفينة الأخيرة الأصغر. وعرقل المدفعيون سحابة متصاعدة من الدخان والغبار من حولهم، مما أثر على الرؤية. ووجدوا أن قذائفهم لم يكن لها أي تأثير على الجوانب المدرعة للسفن، لذا استهدفت بدلاً من ذلك الصواري والتزوير. كانت دقة البندقية الثالثة كافية لإجبار بلوخر على التحرك خلف المنارة لمنع المزيد من الضربات. اثنان منها 15 سـم (5.9 بوصة) تم تعطيل البنادق؛ الجسر و 210 مـم (8.3 بوصة) تم إتلاف البندقية.
في المرفأ، القبطان آلان بروس من الطراد الكشفية أتش أم أس Patrolحاولت أتش أم أس Patrol الإبحار لكن السفينة أصيبت 210 ملم، مما أجبر بروس على الشاطئ. الطراد الكشفي الثاني أتش أم أس Forward ، ليس لديها بخار في غلاياتها ولا تستطيع التحرك. الغواصة أتش أم أس C9اتبعت أتش أم أس C9 باترول إلى البحر ولكن كان عليها أن تغوص عندما بدأت القذائف تتساقط حولها وفي الساعة 08:50، غادرت السفن الألمانية. كانت السفن قد غادرت بالفعل عندما كانت باترول خالية من الميناء. علق العميد البحري روجر كيز بعد ذلك، أن هدفًا لثلاثة طرادات ثابتة هو بالضبط ما كانت الغواصة تنوي مهاجمته.

### التصادم مع أسطول أعالي البحار
انطلقت البوارج والطرادات التي يقودها واريندر من Scapa Flow في الساعة 05:30 يوم 15 ديسمبر. كان الطقس السيئ يعني أنه لا يمكنه اصطحاب مدمرات معه، لكن بيتي أحضر سبع مدمرات عندما غادر كرومارتي في الساعة 06:00، مع سرب طراد المعركة. التقى القوتان في الساعة 11:00 بالقرب من موراي فيرث. بصفته الأدميرال الكبير، تولى واريندر قيادة القوة التي أبحرت نحو موقع كمينها في دوجر بانك.  الساعة 05:15 يوم 16 ديسمبر، المدمرة أتش أم أس Lynxشاهد أتش أم أس Lynx سفينة معادية (المدمرة غواصة V155). ذهب سرب المدمرة للتحقيق وبدأ الاشتباك مع قوة من المدمرات والطرادات الألمانية؛ أصيب الوشق ، مما أدى إلى إتلاف مروحة. أتش أم أس Ambuscadeكانت أتش أم أس Ambuscade بالمياه واضطرت إلى الابتعاد. أتش أم أس Hardyتعرض أتش أم أس Hardy لإطلاق نار كثيف من الطراد غواصة Hamburg ، التي أصيبت بأضرار جسيمة واشتعلت فيها النيران لكنها تمكنت من إطلاق طوربيد. تم إرسال أخبار هجوم طوربيد إلى Ingenohl ، التي كانت مدمراتها البعيدة هي من شارك في القتال. تم قطع الاشتباك بعد ساعتين من الظلام ولكن في الساعة 06:03 من صباح اليوم التالي، كانت إحدى المدمرات الأربعة لا تزال قادرة على القتال، أتش أم أس Shark مرة أخرى في الاتصال بخمس مدمرات للعدو وهاجمت المدمرات البريطانية. انسحبت السفن الألمانية، وأبلغت Ingenohl عن اتصال آخر مع قوة معادية. 
لقد تجاوز انجينول بالفعل أوامره الدائمة من القيصر من خلال إشراك الأسطول الألماني الرئيسي في العملية، دون إبلاغ القيصر.  في الساعة 05:30، كان مدركًا للأوامر بعدم تعريض الأسطول للخطر وخوفًا من مواجهة الحارس المتقدم للأسطول الكبير، عكس مساره نحو ألمانيا. لو استمر، لكان قد اشتبك قريبًا مع أربعة طرادات حربية بريطانية وست بوارج مع قوته الأكبر بكثير، والتي تضمنت 22 سفينة حربية. كانت هذه هي الفرصة التي كانت تسعى إليها الإستراتيجية الألمانية، لموازنة الصعاب. كان من الممكن أن يفوق عدد السفن البريطانية العشر عددًا ويفوق عددًا؛ خسارتهم كانت ستنهي الميزة العددية البريطانية. دافع تشرشل في وقت لاحق عن الموقف، بحجة أن السفن البريطانية كانت أسرع وكان بإمكانها الدوران والركض. [16] شعر آخرون، مثل جيليكو، أن هناك خطرًا من أن يصر أميرال مثل بيتي على إشراك العدو بمجرد أن يتم الاتصال.  علق الأدميرال ألفريد فون تيربيتز «كان مصير ألمانيا بيد إنجينول». [18]
في الساعة 06:50، شاهد Shark والمدمّرون الطراد غواصة Roon مع مرافقتها المدمرة. أبلغ الكابتن لوفتوس جونز عن مشاهدته في الساعة 07:25، حيث تلقت الإشارة من قبل وارندر وأيضًا من قبل نيوزيلندا في سرب بيتي ولكن لم يتم نقل المعلومات إلى بيتي. في الساعة 07:40، اكتشفت جونز، وهي تحاول الإغلاق على رون لإطلاق طوربيدات، أنها كانت برفقة طرادين آخرين واضطرت إلى الانسحاب بأقصى سرعة. قامت السفن الألمانية بالمطاردة لكنها لم تستطع المواكبة وسرعان ما عادت إلى أسطولها. غير Warrender مساره نحو الموقف الذي قدمه Shark ، متوقعًا أن يفعل بيتي الشيء نفسه. في الساعة 07:36، حاول تأكيد أن بيتي قد غير مساره لكنه لم يتلق ردًا. في الساعة 07:55، تمكن من الاتصال وأرسل بيتي إلى نيوزيلندا، أقرب سفينة له، تليها ثلاث طرادات خفيفة، متباعدة 2 ميل (1.7 nmi)، لتعظيم فرصهم في اكتشاف العدو، تليها طرادات المعارك المتبقية. في الساعة 08:42، اعترض وارندر وبيتي رسالة من باترول في سكاربورو مفادها أنها تعرضت للهجوم من قبل اثنين من طرادات القتال. تم التخلي عن مطاردة رون ، والتي ربما أدت إلى مواجهة مع الأسطول الألماني الرئيسي، وتحول السرب البريطاني شمالًا لاعتراض هيبر.

### عودة هيبر

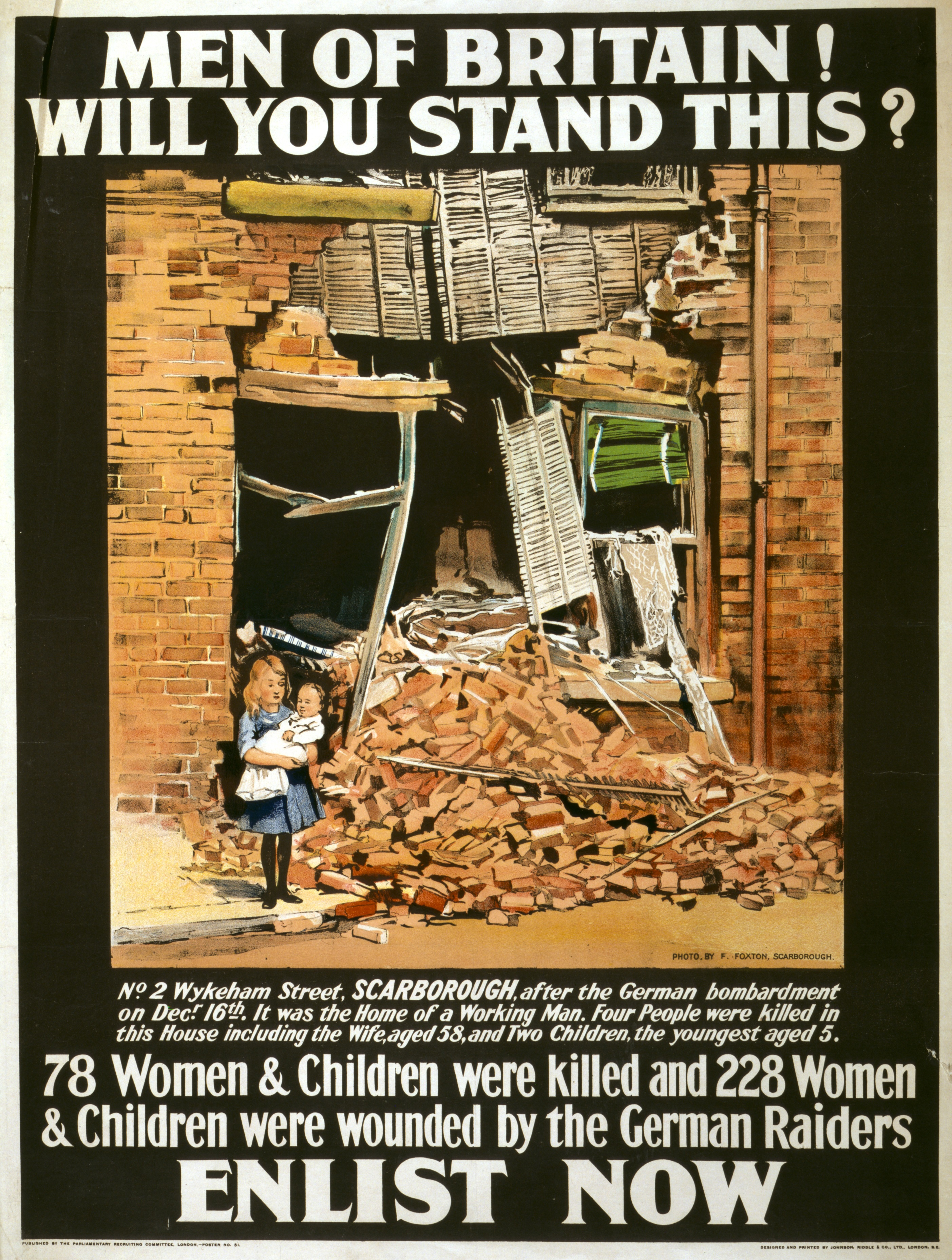
ملصق تجنيد بريطاني يصور الأضرار التي لحقت بمدفعية البحرية الألمانية لمنزل مدني: "No 2 Wykeham Street، Scarborough .... قتل أربعة أشخاص في هذا المنزل بما في ذلك الزوجة ... وطفلين ، أصغرهم في الخامسة من العمر"

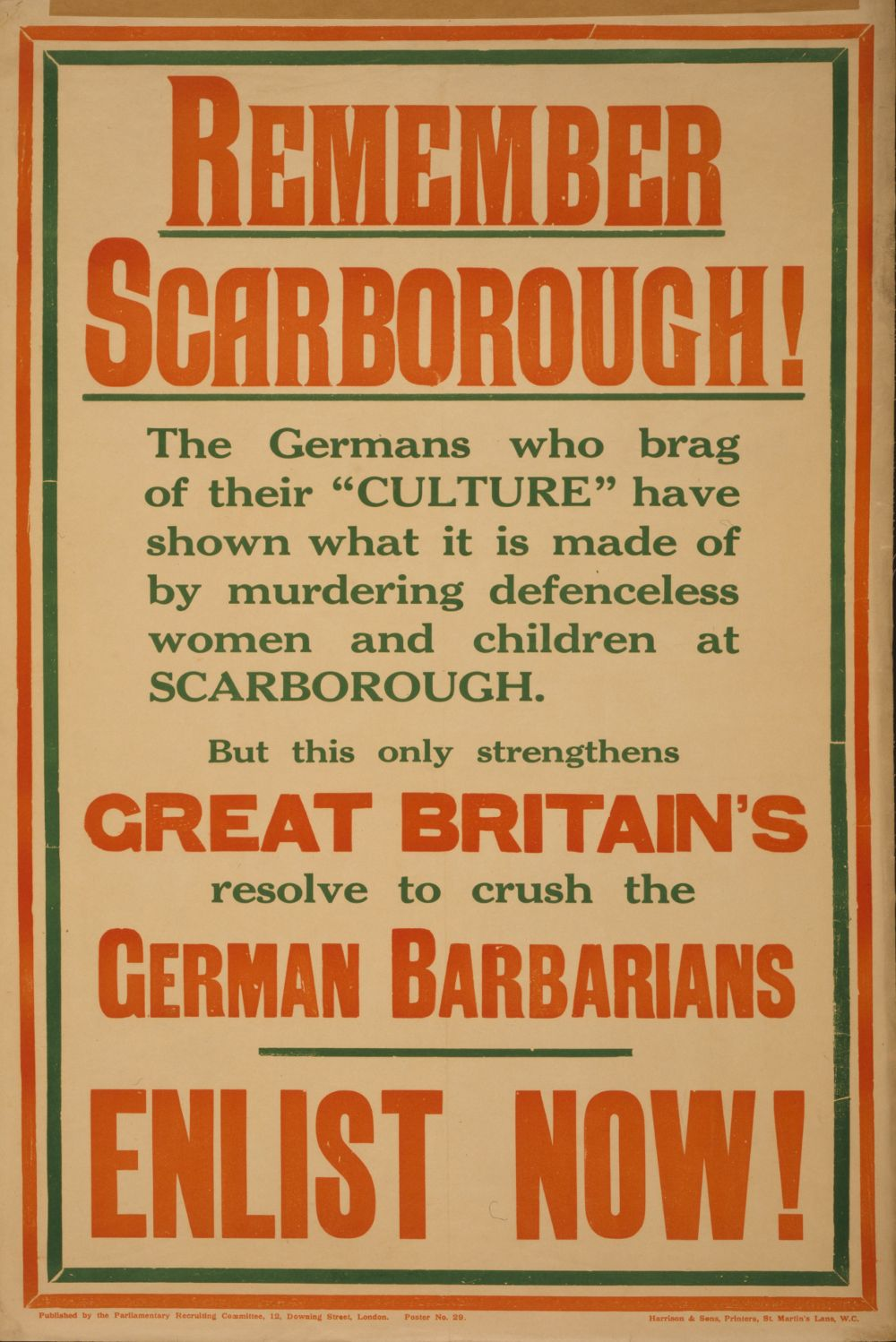
ملصق تجنيد.

في الساعة 09:30 يوم 16 ديسمبر، أعيد تجميع سفن هيبر وتوجهت إلى المنزل بأقصى سرعة. كانت مدمراته حوالي 50 ميل (43 nmi) للأمام، ولا يزال يتحرك ببطء في الأحوال الجوية السيئة. عند الاستفسار عن مكان أسطول أعالي البحار، اكتشف أنه قد عاد إلى الوطن وأن مدمريه قد شاهدوا السفن البريطانية.  طُلب من جيليكو التحرك جنوبًا مع الأسطول الكبير الذي كان ينتظر في سكابا فلو. أُمر Tyrwhitt بالانضمام إلى Warrender مع أسطوله المدمر لكن سوء الأحوال الجوية حال دون ذلك. وبدلاً من ذلك، انضم إلى المطاردة مع طراداته الأربعة الخفيفة. كانت غواصات كييز ستنتقل إلى هيليجولاند بايت لاعتراض السفن العائدة إلى ألمانيا. أبقى واريندر وبيتي منفصلين لتجنب المياه الضحلة فوق بنك دوجر وقطع الطرق المختلفة التي قد يسلكها هيبر لتجنب حقول الألغام المزروعة قبالة ساحل يوركشاير. دخلت طرادات بيتي الخفيفة القنوات الملغومة للبحث. 
في الساعة 11:25، شاهد الطراد الخفيف ساوثهامبتون السفن الألمانية أمامه. بدأ الطقس صافياً بالرؤية الجيدة ثم تدهور مرة أخرى. ذكرت ساوثهامبتون أنها كانت تشتبك مع طراد ألماني برفقة مدمرات وذهب برمنغهام للمساعدة. شاهد Goodenough طرادين آخرين، Strassburg و Graudenz لكنه فشل في الإبلاغ عنهما. تحركت الطرادات الخفيفة البريطانية المتبقية للمساعدة ولكن بيتي، الذي لم يتم إبلاغه بالقوة الأكبر، استدعى أحدهما. بسبب الإشارات المشوشة، أساء الطراد الأول فهم الرسالة التي تومض بواسطة الكشاف، ونقلها إلى الآخرين وفصل الأربعة عنهم وعادوا إلى بيتي. لو كان بيتي قد قدر عدد السفن الألمانية، فمن المحتمل أنه كان سيتقدم مع جميع سفنه، بدلاً من استدعاء الطراد الوحيد لفحص طراداته القتالية. اقترحت القوة الأكبر أن السفن الألمانية الأكبر ستتبعها. اختفت السفن لكنها كانت تتجه نحو الطرف المقابل لحقل الألغام، حيث كان واريندر ينتظر. في الساعة 12:15، خرجت الطرادات والمدمرات الألمانية من الحافة الجنوبية لحقل الألغام وشهدت بوارج أمامها. تومض شترالسوند إشارة التعرف، التي تم إرسالها إليها قبل فترة وجيزة، عندما واجهت ساوثهامبتون ، اكتسبت القليل من الوقت. كانت الرؤية الآن ضعيفة بسبب هطول الأمطار ولم تكن كل البوارج البريطانية قد شاهدت العدو. قام ' أوريون ، فريدريك درير، بتدريب بنادقه على شترالسوند وطلب الإذن من رئيسه الأدميرال السير روبرت أربوثنوت، الذي رفض حتى منح واريندر الإذن. رأى Warrender أيضًا السفن وأمر Packenham بمطاردة الطرادات المدرعة الأربعة لكن هذه كانت بطيئة جدًا واختفى الألمان مرة أخرى في الضباب.
تلقى بيتي الأخبار التي تفيد بأن واريندر قد شاهد السفن وافترض أن طرادي القتال سيتبعون وراء السفن الأخف وزناً. تخلى عن المخرج الشمالي لحقل الألغام وتحرك شرقاً ثم جنوباً، في محاولة لوضع سفنه للقبض على طرادات القتال الألمانية، في حال انزلقت عبر البوارج البريطانية الأبطأ. حاول هيبر في البداية اللحاق بطراداته والتقدم لمساعدتهم، لكن بمجرد الإبلاغ عن وجود بوارج بريطانية في الجنوب وتجاوزها، استدار شمالًا لتجنبها. أدرك وارندر أنه لم يظهر في اتجاهه أي طرادات قتالية، تحرك شمالًا لكنه لم ير شيئًا. رأى كولبرج ، الذي تضرر في الغارة ومتخلفًا عن الآخرين، الدخان المنبعث من سفنه لكنه لم يشاهد؛ هرب هيبر.  في وقت متأخر، اعترض الأميرالية إشارات من أسطول أعالي البحار في هيليجولاند عند عودته إلى الميناء وحذر الآن السفن البريطانية من أن الأسطول الألماني في طريقه للخروج. واصل Jellicoe مع Grand Fleet البحث في 17 ديسمبر، لإشراك أسطول أعالي البحار لكنه كان بأمان في الميناء. تم إرسال غواصات Keyes للعثور على السفن الألمانية العائدة وفشلت أيضًا، على الرغم من إطلاق طوربيد واحد على غواصة Posen بواسطة أتش أم أس E11 الذي غاب. أمر الأميرالية كييز بأخذ مدمرتيه ومحاولة نسف هيبر أثناء عودته إلى المنزل حوالي الساعة 02:00 ؛ فكر كييز في ذلك وأراد المحاولة ولكن الرسالة تأخرت وفشلت في الوصول إليه حتى فوات الأوان.

## ما بعد ذلك

### التحليلات

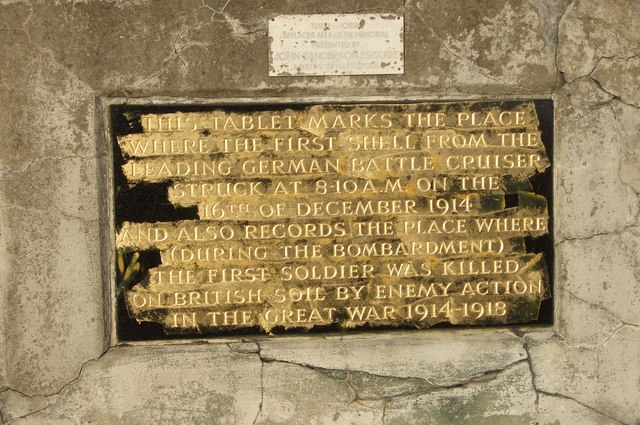
في Hartlepool بالقرب من Heugh Battery ، توجد لوحة في Redheugh Gardens War Memorial "تشير إلى المكان الأول... (القذيفة الألمانية) ضربت ... (و) قُتل الجندي الأول على الأراضي البريطانية من قبل العدو في الحرب العظمى 1914-1918 ".

تسببت الغارة في فضيحة كبرى في بريطانيا، وأصبحت صرخة حشد ضد ألمانيا لهجومها على المدنيين وضد البحرية الملكية لفشلها في منعها. أصبح الهجوم جزءًا من حملة دعائية بريطانية؛ تم استخدام «تذكر سكاربورو» على ملصقات التجنيد في الجيش وأدانت الافتتاحيات في أمريكا المحايدة ذلك؛ «هذه ليست حربا، هذا قتل».  في البداية، وقع اللوم على انفصال الطرادات الخفيفة عن السفن الألمانية على عاتق القائد Goodenough ، لكن التصرف كان مخالفًا لسجله. استقر اللوم في النهاية على الإشارات المشوشة، التي صاغها الملازم القائد رالف سيمور، الذي ظل ضابطًا لبيتي، وارتكب أخطاءً باهظة الثمن مماثلة في معركة دوجر بانك وفي معركة جوتلاند. تم إصدار أمر للقباطنة للتحقق مرة أخرى من أي أوامر بفك الارتباط إذا كانت في وضع مفيد. 
فشل أسطول أعالي البحار في إشراك الأسراب البريطانية الأدنى في دوجر بنك وكاد البريطانيون يقودون مطاردة للأسطول الألماني حتى بعد أن ابتعد. بالصدفة تراجع البريطانيون وهرب هيبر من القوتين اللتين تم تعيينهما في شركه. قرر Jellicoe أن الأسطول الكبير بأكمله سيشارك منذ البداية في عمليات مماثلة وتم نقل طرادات القتال إلى Rosyth ليكونوا أقرب. قام القيصر بتوبيخ الأدميرالات بسبب فشلهم في الاستفادة من فرصة ولكن لم يجروا أي تغييرات على الأوامر المقيدة للأسطول، والتي كانت مسؤولة إلى حد كبير عن قرارات Ingenohl. 
في عام 2010، كتب عالم الآثار بوب كلارك، وهو من سكان سكاربورو، أنه في ذلك الوقت تمت الإشارة إلى سكاربورو في الأدب البحري كمدينة محصنة بسبب موقع القلعة في المقام الأول. كانت البلدة تمتلك ثلاث محطات إذاعية بالإضافة إلى تكنولوجيا جديدة في تنظيم الأسطول البريطاني. تشير أنماط القذائف إلى أن هذه كانت أهداف الغارة في 16 ديسمبر 1914، وليس المدنيين كما ورد في ذلك الوقت ومنذ ذلك الحين.  

### اصابات
أطلقت السفن الألمانية 1150 قذيفة على هارتلبول، وضربت أهدافًا تشمل مصانع الصلب، ومصانع الغاز، والسكك الحديدية، وسبع كنائس، و 300 منزل. فر الناس من البلدة براً وحاولوا القيام بذلك بالقطار ؛ قُتل 86 مدنياً وجُرح 424 (122 قتيلاً و 443 جريحًا بحسب آرثر ماردير عام 1965).  قتل سبعة جنود وجرح 14. كانت وفاة الجندي ثيوفيلوس جونز من مشاة دورهام الخفيفة ، البالغ من العمر 29 عامًا ، أول وفاة لجندي بريطاني في معركة معادية على الأراضي البريطانية منذ 200 عام. قُتل ثمانية بحارة ألمان وأصيب 12 بجروح. 

## معرض الصور

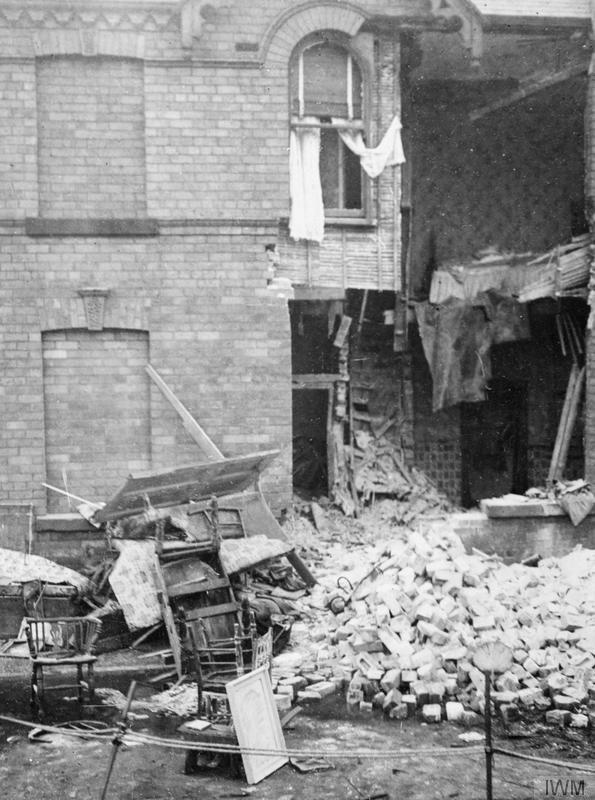
قتل خمسة من أفراد عائلة بينيت خلال المداهمة.
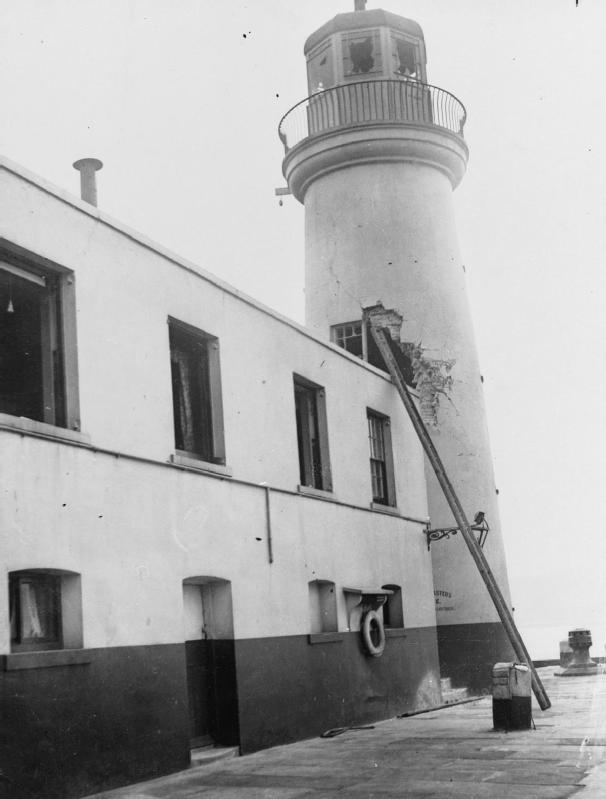
المنارة المتضررة في سكاربورو.
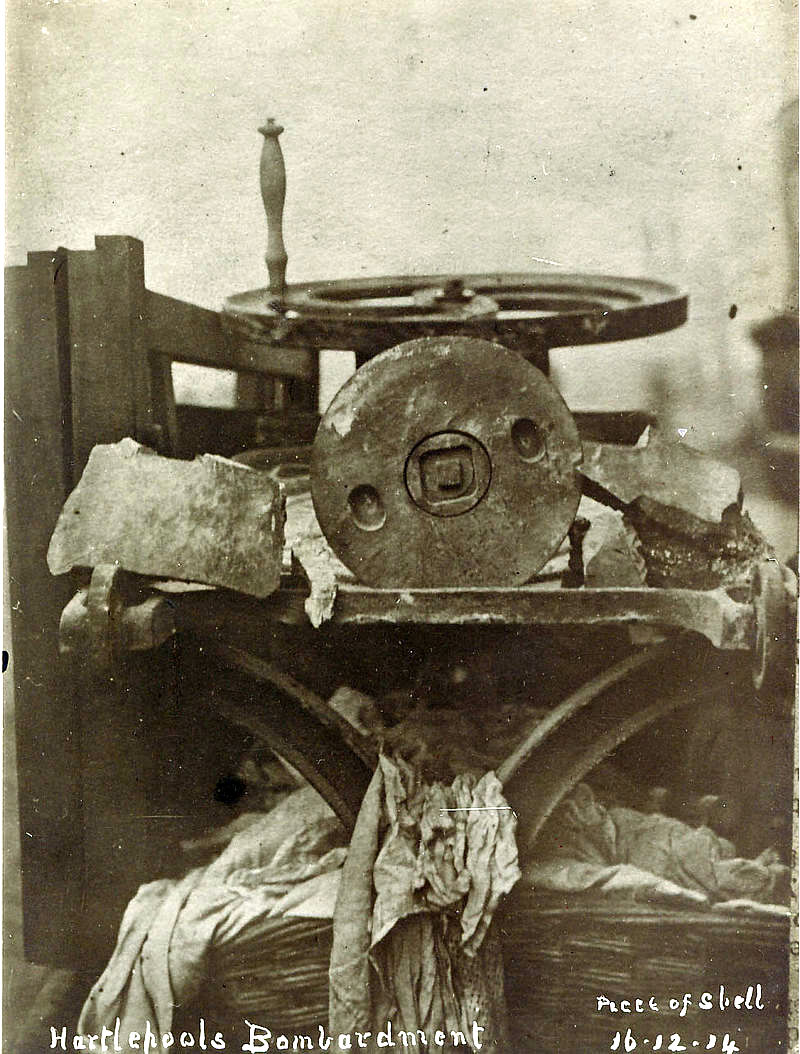
شظية من القذيفة.
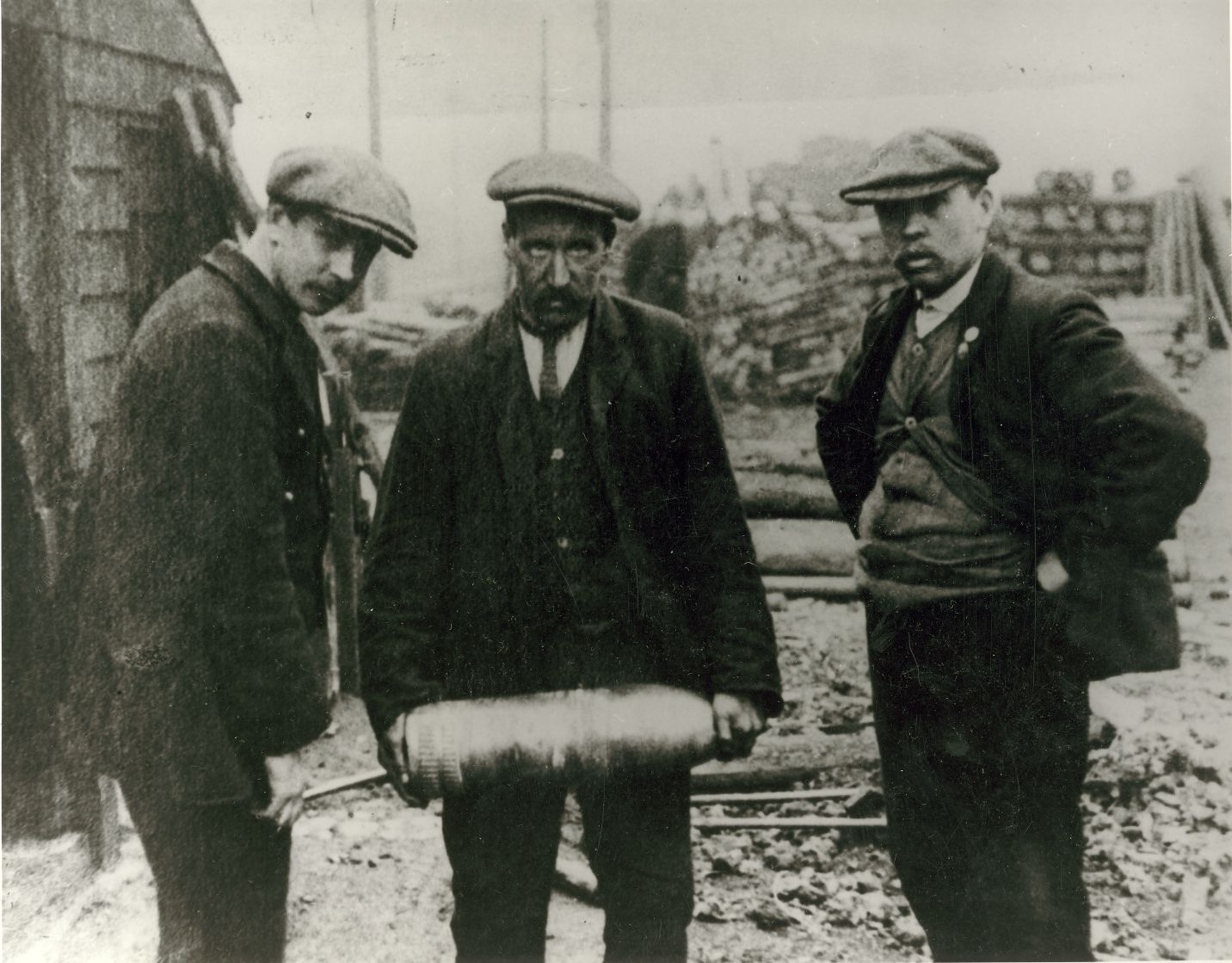
قذيفة غير منفجرة من الغارة.
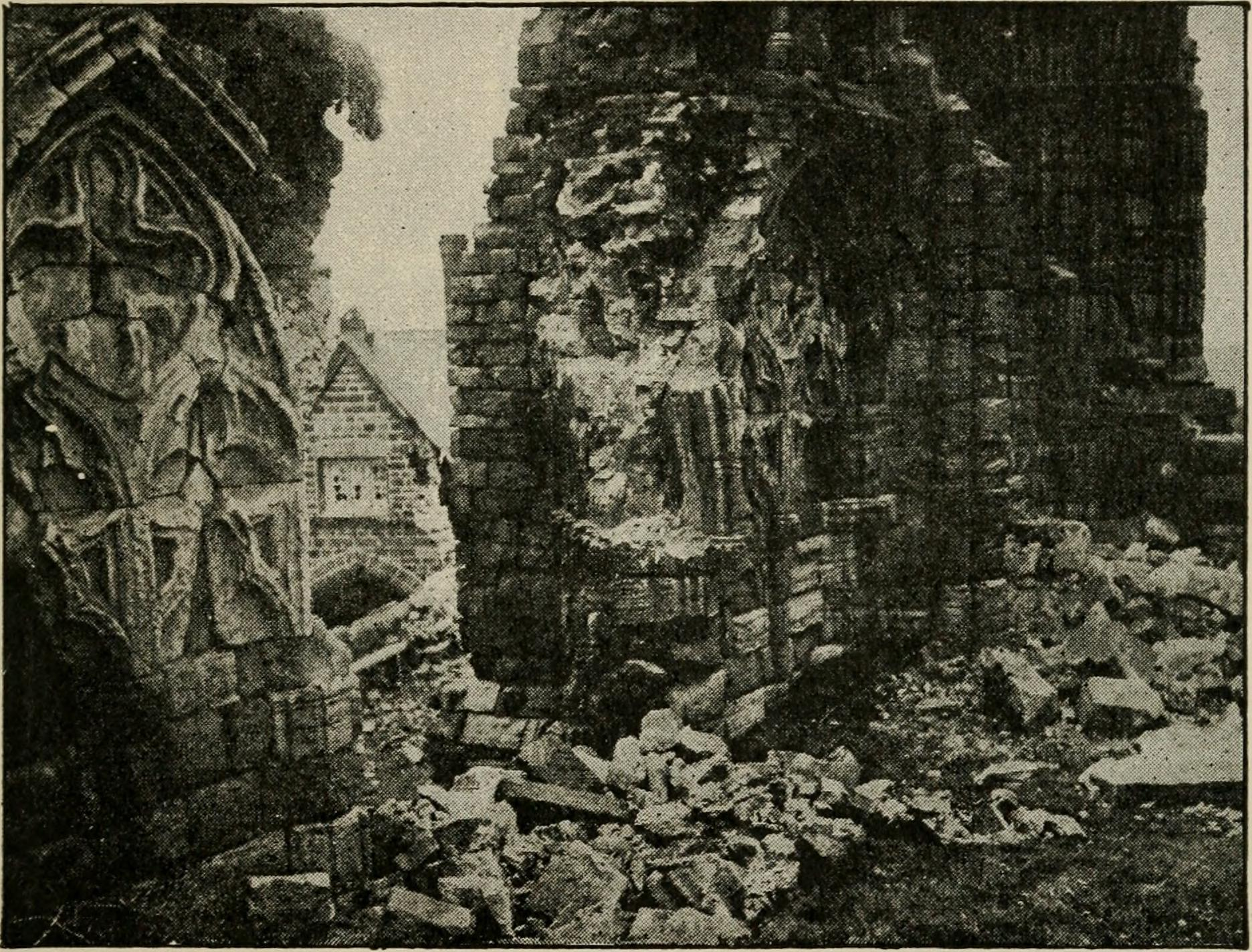
مزيد من الضرر الذي لحق بدير ويتبي المدمر.
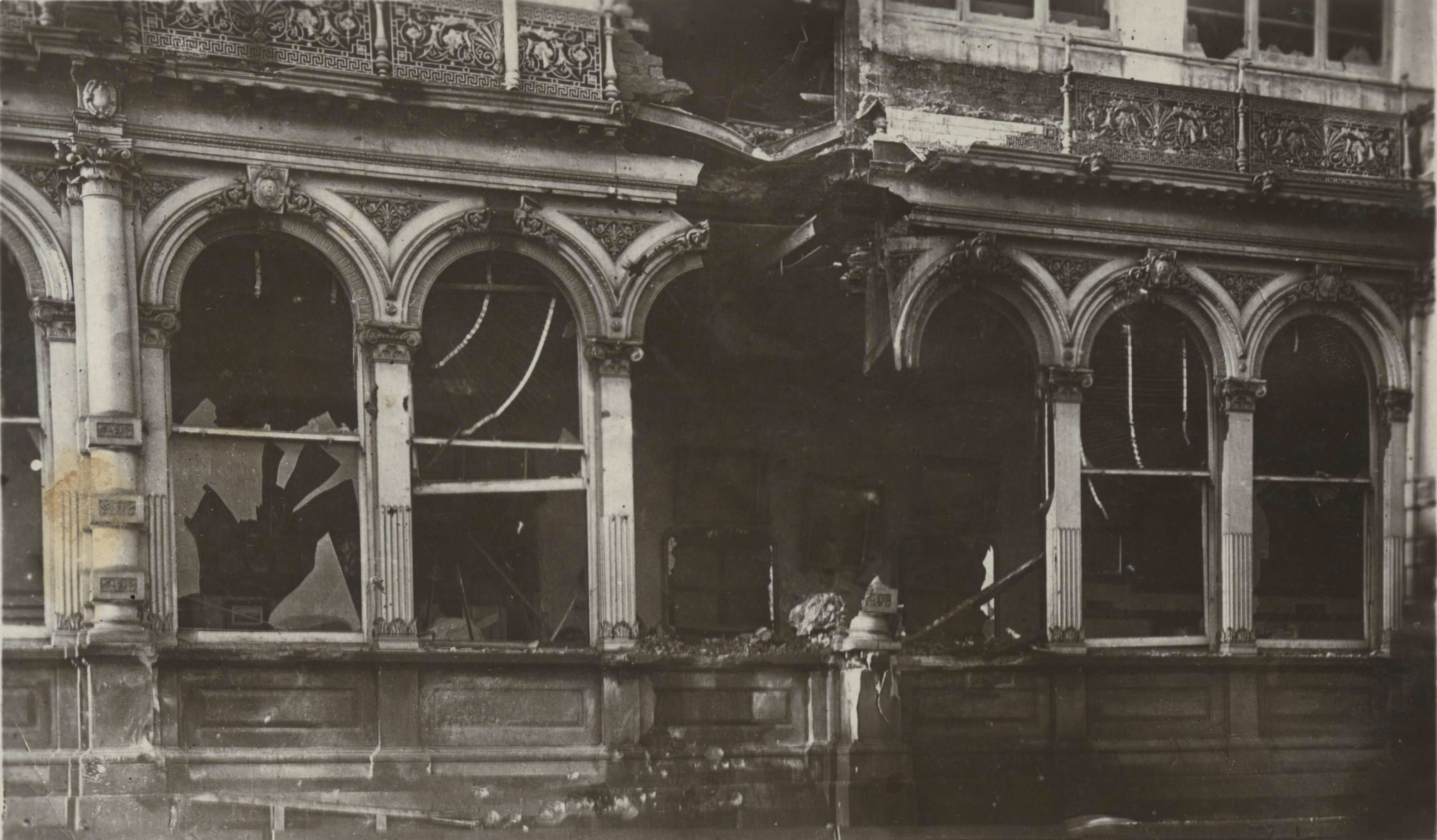
الأضرار التي لحقت فندق جراند في سكاربورو.
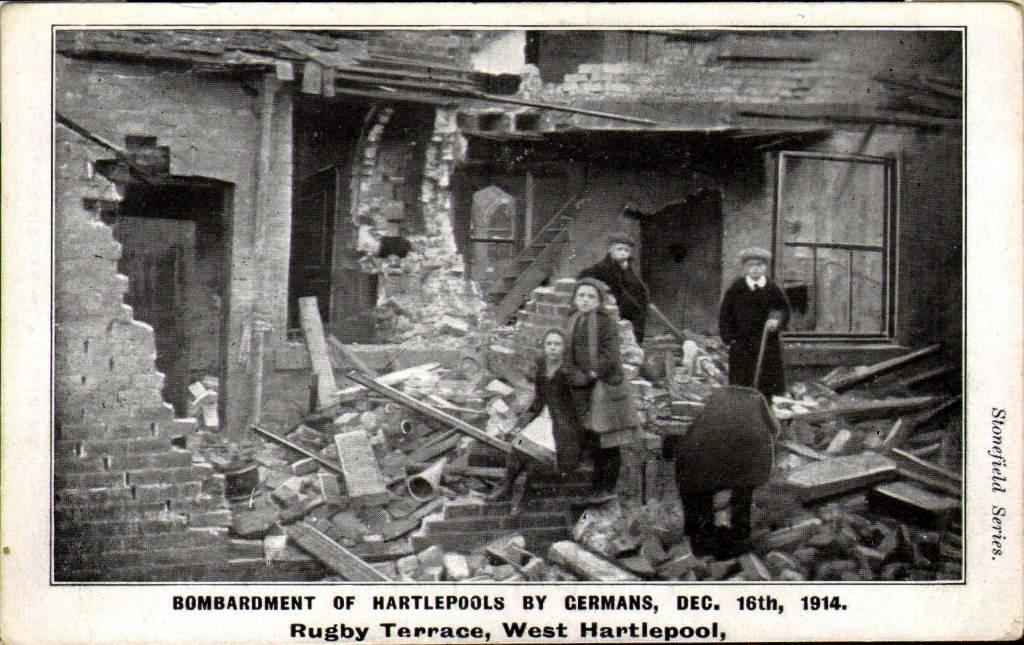
منزل متضرر في رجبي تيراس.
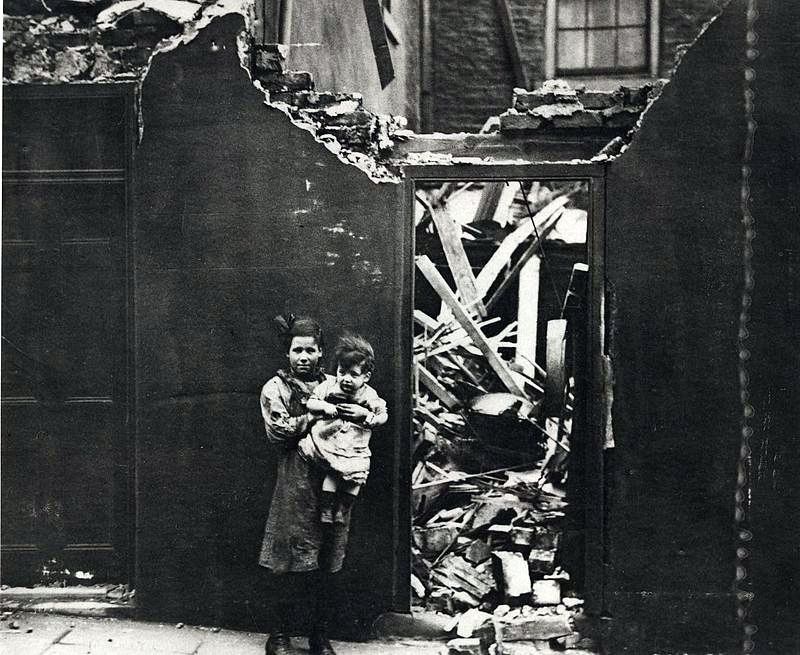
منزل متضرر في شارع ساسكس.
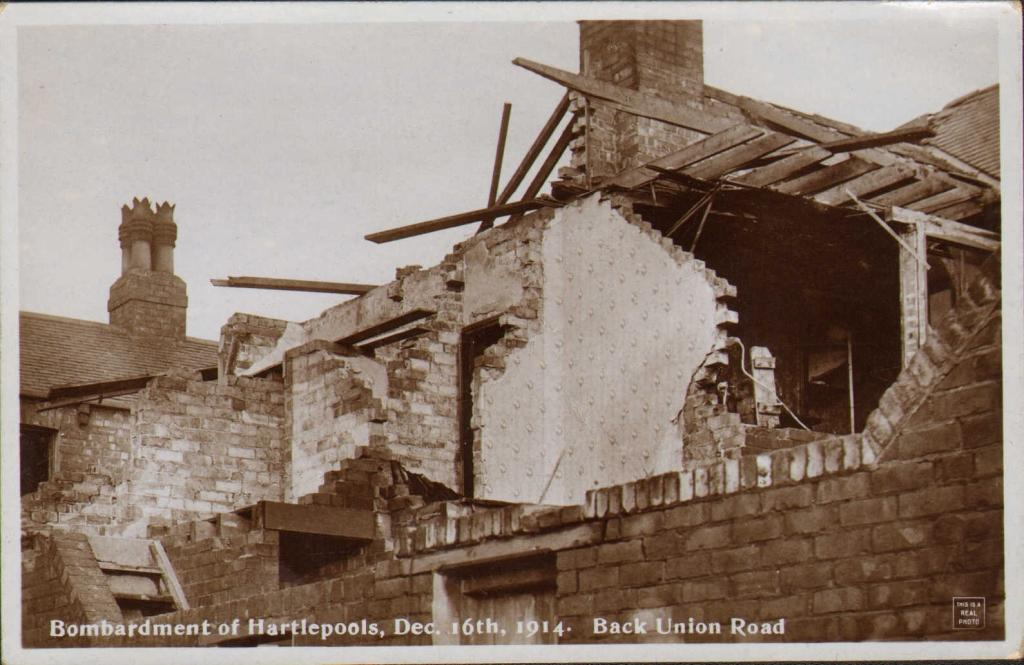
منزل متضرر على طريق الاتحاد.
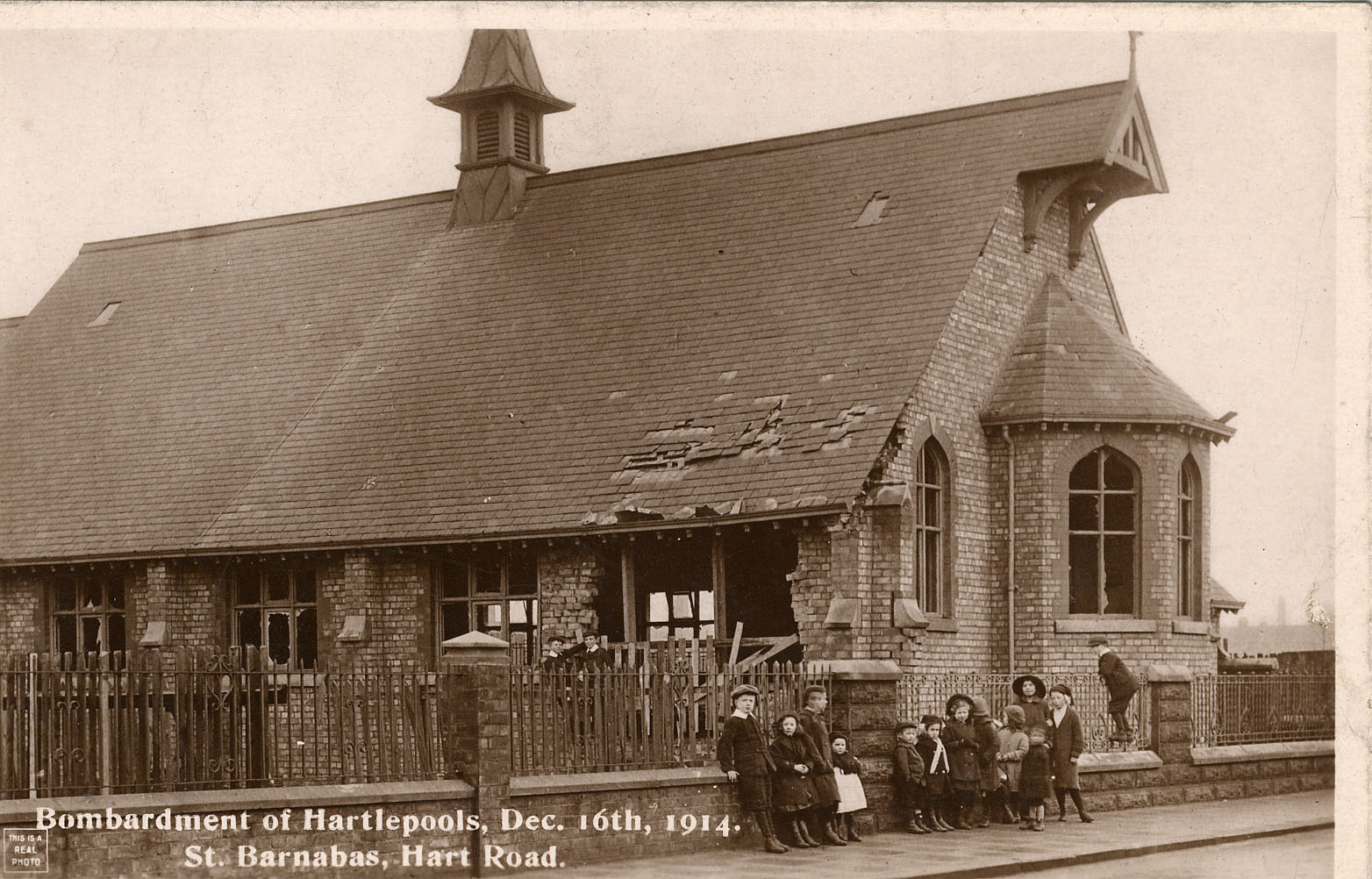
اضرار في كنيسة مار برنابا.
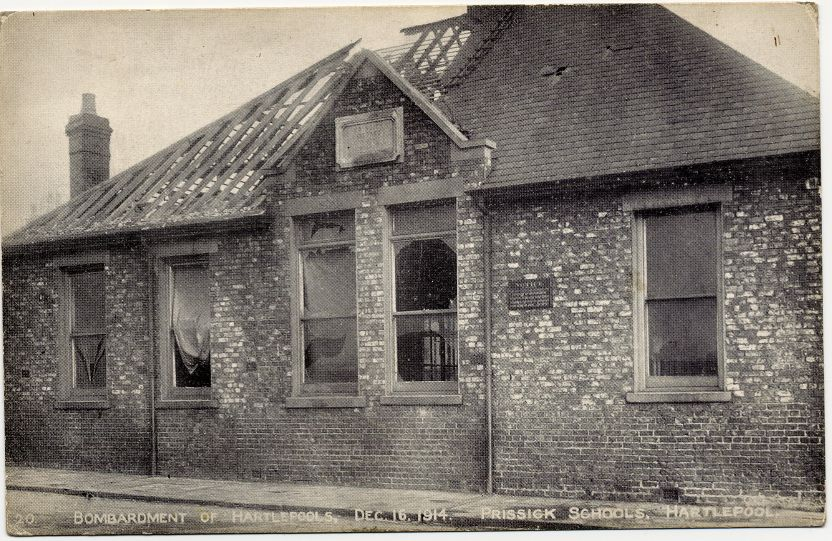
الضرر في مدارس بريسيك.

## ملحوظات
1. ↑  The difference between the two was less at this period than later in the war when Britain increased its lead in مدرعةs, considered decisive in a fleet engagement.

## الحواشي
1. 1 2 3 4 5 6 7 8 9 10 11 12 13 14 15 16 17 18 19 20 21 22 23 24 25 26 27  Massie 2004.
2. ↑  Litchfield 1992.
3. ↑  Corbett 2009.
4. ↑  Ind 1914.
5. ↑  Clarke 2010.
6. ↑  Witt & McDermott 2016.
7. ↑  Marder 1965.
8. ↑  Stranton Grange Cemetery burials 1912–1919 نسخة محفوظة 23 September 2017 على موقع واي باك مشين. Durham Records Online, 3 January 2013. Retrieved 23 September 2017.
9. ↑  "Casualty record, Theophilus Jones". هيئة الكومنولث لمقابر الحرب. مؤرشف من الأصل في 2018-11-07. اطلع عليه بتاريخ 2018-11-06.

### كتب
- Churchill، Winston (1923). The World Crisis. 4 volumes. London: Thornton Butterworth. ج. I. OCLC:752891307.
- Clarke، B. (2010). Remember Scarborough: A Result of the First arms race of the Twentieth Century. Stroud: Amberley. ISBN:978-1-84868-111-8.
- Corbett، J. S. (2009) [1929]. Naval Operations. History of the Great War Based on Official Documents by Direction of the Historical Section of the Committee of Imperial Defence (ط. 2nd, Imperial War Museum and Naval & military Press repr.). London: Longmans, Green & Co. ج. II. ISBN:978-1-84342-490-1. اطلع عليه بتاريخ 2017-01-28.
- Litchfield، Norman E. H. (1992). The Territorial Artillery 1908–1988 (Their Lineage, Uniforms and Badges). Nottingham: Sherwood Press. ISBN:978-0-9508205-2-1.
- Marder، Arthur J. (1965). From the Dreadnought to Scapa Flow, The Royal Navy in the Fisher Era, 1904–1919: The War Years to the eve of Jutland: 1914–1916. London: دار نشر جامعة أكسفورد. ج. II. OCLC:865180297.
- Massie، Robert K. (2004). Castles of Steel: Britain, Germany, and the Winning of the Great War at Sea. London: جوناثان كيب للنشر. ISBN:978-0-224-04092-1.
- Tirpitz، Alfred von (1919). My Memoirs. New York: Dodd, Mead. ج. II. OCLC:910034021. اطلع عليه بتاريخ 2017-07-14.
- Witt، Jann M.؛ McDermott، R. (2016). Scarborough Bombardment: Der Angriff der deutschen Hochseeflotte auf Scarborough, Whitby und Hartlepool am 16. Dezember 1914 [Scarborough Bombardment: The Attack by the German High Seas Fleet on Scarborough, Whitby and Hartlepool on 16 December 1914]. dual English and German. Berlin: Palm Verlag. ISBN:978-3-944594-50-7.

## قراءة أعمق
- Groos، O. (1923). Der Krieg in der Nordsee: Von Ende November 1914 bis Anfang Februar 1915 [The War in the North Sea: From the End of November 1914 to the Beginning of February 1915]. Das Admiralstabswerk: Der Krieg zur See 1914–1918 Herausgegeben von Marine-Archiv, Verantwortlicher Leiter der Bearbeitung [The Admiralty at Work: The War at Sea 1914–1918 Edited by the Marine Archive by the Head of Publications] (ط. online scan). Berlin: Mittler & Sohn. ج. III. OCLC:310902159. اطلع عليه بتاريخ 2017-07-15 – عبر navy history com.[وصلة مكسورة]
- Hart، Chris (2018). "Remember Scarborough. Re-Active Propaganda as Natural Ethics". World War I. Media, Entertainments & Popular Culture. Cheshire: Midrash. ISBN:978-1-905984-21-3.

## روابط خارجية
- غاري ستاف (ترجمة)، «القصف الألماني لهارتلبول وويتبي وسكاربورو في 15 و 16 ديسمبر 1914». من التاريخ الرسمي ' Kriegsmarine (Krieg zur See)
- المعارك: غارة على سكاربورو ، هارتلبول وويتبي ، 1914 FirstWorldWar.net
- البحرية الملكية
- قصف سكاربورو 1914 بي بي سي نيوز
- التفاصيل الببليوغرافية لدير كريج زور انظر 1914-1918 (بالألمانية) نسخة محفوظة 17 أبريل 2016 على موقع واي باك مشين.